# Radka Bobková
Radka Bobková (née le 12 février 1973) est une joueuse de tennis tchécoslovaque puis tchèque, professionnelle de 1987 à 2001.
Pendant sa carrière, elle a gagné quatre tournois WTA, dont deux en double.

## Palmarès

### Titres en simple dames
| No | Date       | Nom et lieu du tournoi         | Catégorie | Dotation  | Surface      | Finaliste       | Score         |          |
| -- | ---------- | ------------------------------ | --------- | --------- | ------------ | --------------- | ------------- | -------- |
| 1  | 03-05-1993 | Belgian Open, Liège            | Tier IV   | 100 000 $ | Terre (ext.) | Karin Kschwendt | 6-3, 4-6, 6-2 | Parcours |
| 2  | 05-07-1993 | Torneo Internazionale, Palerme | Tier IV   | 100 000 $ | Terre (ext.) | Mary Pierce     | 6-3, 6-2      | Parcours |

### Finale en simple dames
Aucune

### Titres en double dames
| No | Date       | Nom et lieu du tournoi        | Catégorie | Dotation  | Surface      | Partenaire         | Finalistes                        | Score         |          |
| -- | ---------- | ----------------------------- | --------- | --------- | ------------ | ------------------ | --------------------------------- | ------------- | -------- |
| 1  | 03-05-1993 | Belgian Open Liège            | Tier IV   | 100 000 $ | Terre (ext.) | Maria Jose Gaidano | Ann Devries Dominique Monami      | 6-4, 2-6, 7-6 | Parcours |
| 2  | 10-07-1995 | Torneo Internazionale Palerme | Tier IV   | 107 500 $ | Terre (ext.) | Petra Langrová     | Petra Ritter Katarína Studeníková | 6-4, 6-1      | Parcours |

### Finales en double dames
| No | Date       | Nom et lieu du tournoi      | Catégorie | Dotation  | Surface      | Vainqueures                    | Partenaire      | Score    |          |
| -- | ---------- | --------------------------- | --------- | --------- | ------------ | ------------------------------ | --------------- | -------- | -------- |
| 1  | 06-05-1996 | Lotto Open Budapest         | Tier IV   | 107 500 $ | Terre (ext.) | Katrina Adams Debbie Graham    | Eva Melicharová | 6-3, 7-6 | Parcours |
| 2  | 28-07-1997 | Styria Open Maria Lankowitz | Tier IV   | 107 500 $ | Terre (ext.) | Eva Melicharová Helena Vildová | Wiltrud Probst  | 6-2, 6-2 | Parcours |

## Parcours en Grand Chelem

### En simple dames
| Année | Open d'Australie | Open d'Australie | Internationaux de France | Internationaux de France | Wimbledon       | Wimbledon       | US Open         | US Open          |
| ----- | ---------------- | ---------------- | ------------------------ | ------------------------ | --------------- | --------------- | --------------- | ---------------- |
| 1992  | 1er tour (1/64)  | Rennae Stubbs    | -                        | -                        | -               | -               | -               | -                |
| 1993  | -                | -                | -                        | -                        | 1er tour (1/64) | Silvia Farina   | 1er tour (1/64) | Kyoko Nagatsuka  |
| 1994  | 2e tour (1/32)   | Amy Frazier      | 2e tour (1/32)           | Amanda Coetzer           | 2e tour (1/32)  | Naoko Sawamatsu | 3e tour (1/16)  | Steffi Graf      |
| 1995  | 2e tour (1/32)   | Sabine Appelmans | 1er tour (1/64)          | Gabriela Sabatini        | 1er tour (1/64) | Brenda Schultz  | 1er tour (1/64) | Kimberly Po      |
| 1996  | -                | -                | 2e tour (1/32)           | Miriam Oremans           | 1er tour (1/64) | Jolene Watanabe | 1er tour (1/64) | Karina Habšudová |
| 1998  | 1er tour (1/64)  | Kristie Boogert  | 1er tour (1/64)          | Paola Suárez             | 1er tour (1/64) | Magüi Serna     | 2e tour (1/32)  | Anna Kournikova  |
| 1999  | 1er tour (1/64)  | Virginia Ruano   | -                        | -                        | -               | -               | -               | -                |
| 2000  | -                | -                | 1er tour (1/64)          | Tathiana Garbin          | -               | -               | -               | -                |

À droite du résultat, l’ultime adversaire.

### En double dames
| Année | Open d'Australie             | Open d'Australie         | Internationaux de France      | Internationaux de France | Wimbledon                   | Wimbledon                  | US Open                      | US Open                   |
| ----- | ---------------------------- | ------------------------ | ----------------------------- | ------------------------ | --------------------------- | -------------------------- | ---------------------------- | ------------------------- |
| 1992  | 1er tour (1/32) K. Habšudová | S. Stafford M. Werdel    | 1er tour (1/32) V. Ruano      | Bryukhovets N. Medvedeva | -                           | -                          | -                            | -                         |
| 1993  | -                            | -                        | 2e tour (1/16) M. Gaidano     | Debbie Graham B. Schultz | 1er tour (1/32) P. Langrová | M. Maleeva                 | 2e tour (1/16) P. Langrová   | Patty Fendick M. McGrath  |
| 1994  | 1er tour (1/32) P. Langrová  | Patty Fendick M. McGrath | 1er tour (1/32) P. Langrová   | G. Sabatini B. Schultz   | -                           | -                          | 1er tour (1/32) P. Langrová  | Elly Hakami D. Scott      |
| 1995  | 1er tour (1/32) P. Langrová  | L. Courtois Nancy Feber  | 2e tour (1/16) M. Koutstaal   | M. Bernard C. Delisle    | 3e tour (1/8) M. Koutstaal  | Nicole Arendt Pam Shriver  | 1er tour (1/32) M. Koutstaal | E. Bottini Gala León      |
| 1996  | 1er tour (1/32) P. Langrová  | Irina Spîrlea Linda Wild | 1er tour (1/32) Debbie Graham | A. Fusai Mercedes Paz    | 1er tour (1/32) Melicharová | Debbie Graham Mercedes Paz | 1er tour (1/32) Melicharová  | A. Kournikova Likhovtseva |
| 1997  | -                            | -                        | 1er tour (1/32) Melicharová   | N. Kijimuta Nana Miyagi  | 1er tour (1/32) Melicharová | K. Guse C. Morariu         | -                            | -                         |
| 1998  | 1er tour (1/32) P. Langrová  | Kim Eun-ha C. Schneider  | 1er tour (1/32) Melicharová   | A. Fusai N. Tauziat      | 2e tour (1/16) C. Schneider | Yayuk Basuki Caroline Vis  | 1er tour (1/32) C. Schneider | Yayuk Basuki Caroline Vis |
| 1999  | 1er tour (1/32) D. Jones     | A. Grahame B. Stewart    | -                             | -                        | -                           | -                          | -                            | -                         |
| 2000  | -                            | -                        | 1er tour (1/32) Krivencheva   | V. Ruano Paola Suárez    | -                           | -                          | -                            | -                         |

Sous le résultat, la partenaire ; à droite, l’ultime équipe adverse.

## Parcours en Coupe de la Fédération
| #                                                                          | Date       | Lieu      | Surface      | Gagnante(s)                  | Perdante(s)                  | Score          |          |
|                                                                            |            |           |              |                              |                              |                |          |
| 1994 - 1er tour (groupe mondial) - République tchèque - États-Unis - 0 : 3 |            |           |              |                              |                              |                |          |
| 1                                                                          | 19/07/1994 | Francfort | Terre (ext.) | Gigi Fernández Zina Garrison | Radka Bobková Eva Martincová | 6-4, 7-5       | Parcours |
|                                                                            |            |           |              |                              |                              |                |          |
| 1998 - Barrage (groupe mondial I) - République tchèque - Italie - 1 : 4    |            |           |              |                              |                              |                |          |
| 2                                                                          | 25/07/1998 | Prague    | Terre (ext.) | Silvia Farina                | Radka Bobková                | 6-0, 6-4       | Parcours |
| 2                                                                          | 25/07/1998 | Prague    | Terre (ext.) | Radka Bobková                | Rita Grande                  | 2-6, 6-3, 7-65 | Parcours |

## Classements WTA en fin de saison

### En simple
| Année | 1989 | 1990 | 1991 | 1992 | 1993 | 1994 | 1995 | 1996 | 1997 | 1998 | 1999 | 2000 |
| Rang  | 442  | 235  | 140  | 157  | 58   | 85   | 128  | 144  | 172  | 87   | -    | 623  |

Source : (en) « Classements de Radka Bobková », sur le site officiel du WTA Tour

### En double
| Année | 1989 | 1990 | 1991 | 1992 | 1993 | 1994 | 1995 | 1996 | 1997 | 1998 | 1999 | 2000 |
| Rang  | 296  | 261  | 135  | 147  | 102  | 96   | 78   | 101  | 115  | 125  | -    | 325  |

Source : (en) « Classements de Radka Bobková », sur le site officiel du WTA Tour